# Бісарка (притока Кирикмаса)
Біса́рка (рос. Бисарка) — річка в Сарапульському районі Удмуртії, Росія, права притока Кирикмаса.
Річка починається на північний схід від села Ключевка. Протікає на спочатку на північ, потім повертає на захід, потім — на південь і тече так майже до самого гирла. У нижній течії русло трохи спрямлене на південний захід. У верхній течії праворуч знаходиться невеликий лісовий масив, гирло заболочене. Впадає до Кириксмаса вище колишнього села Дуброво.
На річці розташоване колишнє село Ключевка. В середній течії збудовано автомобільний міст.